# Rob Page
Robert John Page (Rhondda Cynon Taff, Gales, 3 de septiembre de 1974) es un exfutbolista y entrenador galés. Actualmente dirige al equipo sub-21 del Liverpool.

## Carrera como jugador

### Watford
Page comenzó su carrera profesional en el Watford en 1993, habiendo estado en el club desde los 11 años. Se estableció como un miembro clave del primer equipo bajo el mando de Kenny Jackett, jugando 42 partidos en la campaña 1996-97. Su primera gran hazaña con el club se produjo en la temporada 1997-98, cuando el nuevo entrenador Graham Taylor lo nombró como capitán y llevó a los "Hornets" al título de Segunda División. Un año más tarde, el equipo obtuvo el ascenso a la Premier League luego de vencer al Bolton Wanderers por 2-0.
En mayo de 2001, el nuevo entrenador Gianluca Vialli lo colocó en la lista de jugadores transferibles, exigiendo una tarifa de £1 millón para liberarlo a otro equipo.

### Sheffield United
En agosto de 2001, fue cedido al Sheffield United y un mes más tarde fue adquirida su ficha por £350.000. En la temporada 2002-03, disputó la semifinal de los play-offs donde vencieron al Nottingham Forest, pero no lograron derrotar al Wolverhampton en la final por el ascenso a la Premier League.

### Cardiff City
El 2 de julio de 2004, se unió al Cardiff City en una transferencia gratuita. Al encontrarse en el banco bajo el mando del entrenador Lennie Lawrence, se marchó del club galés en febrero de 2005 después de haber disputado tan solo nueve encuentros.

### Coventry City
En febrero de 2005, fichó por el Coventry City. En septiembre de 2006, la directiva del club renovó su contrato hasta el final de la temporada 2008-09. Sin embargo, unos meses más tarde, fue excluido del primer equipo por el nuevo entrenador Iain Dowie. Después de sólo dos apariciones en la primera mitad de la campaña 2007-08, abandonó al equipo en la ventana de transferencia de enero.

### Huddersfield Town
El 21 de enero de 2008, se unió al Huddersfield Town hasta el final de la temporada. El nuevo entrenador del club, Stan Ternent, inició negociaciones para ofrecerle a un nuevo contrato en el verano, aunque el galés terminó dejando el club.

### Chesterfield
El 5 de mayo de 2008, fue anunciado como jugador del Chesterfield. Al final de la temporada, solo disputó 18 encuentros y el entrenador del club, Lee Richardson, anunció que estaba dispuesto a escuchar ofertas por el jugador. Sin embargo, Richardson fue relevado de sus funciones en el verano de 2009 y Page terminó ganándose la titularidad en la campaña 2009-10. Después de que una lesión en el tendón de Aquiles, lo limitara a realizar solo dos apariciones en la temporada 2010-11, el club lo liberó en marzo de 2011.

## Selección nacional
Page representó a la selección de Gales, donde jugó 45 partidos internacionales y fue capitán del equipo en una sola ocasión. Se retiró del fútbol internacional en septiembre de 2006, a la edad de 32 años, alegando el deseo de ver más a su familia. Su decisión fue anunciada días después de que el técnico John Toshack lo llamara para disputar la clasificación para la Eurocopa 2008.

## Carrera como entrenador

### Port Vale
Luego de ser el asistente técnico de Micky Adams entre 2012 y 2014 en Port Vale, inició su etapa como entrenador del primer equipo en septiembre de 2014. Después de haber ascendido siete puestos de liga en seis semanas, el 29 de octubre fue ratificado en su cargo. Si bien el equipo tuvo una racha de sólo una victoria en once partidos, terminó por encima de la zona de descenso y su contrato fue renovado en mayo de 2015. En la temporada 2015-16, el club terminó en la posición N°12 en la League Two.

### Northampton Town
El 19 de mayo de 2016, fue anunciado como técnico del Northampton Town y firmó un contrato por tres temporadas. El 9 de enero de 2017, fue despedido de su cargo luego de una serie de malos resultados que ubicaron al club en el puesto N°16 de la League One.

### Selección de Gales
Luego de un corto período en el Nottingham Forest, Page fue confirmado como entrenador de la selección sub-21 de Gales en marzo de 2017. También fue puesto al frente de las selecciones sub-17 y sub-19, por lo que dejó su puesto en el club inglés. En agosto de 2019, fue nombrado asistente técnico de la selección absoluta bajo la dirección de Ryan Giggs, ocupando el lugar de Osian Roberts.
El 3 de noviembre de 2020, se convirtió en el entrenador interino de Gales luego del arresto de Giggs. Después de que este último fuera acusado de agresión en abril de 2021, se confirmó que Page dirigiría al seleccionado europeo en la Eurocopa 2020. En dicha competencia, fue eliminado en los octavos de final luego de caer ante Dinamarca por 4-0. El 5 de junio de 2022, obtuvo la clasificación a la Copa Mundial de la FIFA 2022, la primera aparición del país en una Copa Mundial desde 1958. Quince días después, Giggs renunció a su cargo, convirtiéndolo en el entrenador permanente hasta el final de la Copa del Mundo. Sin embargo, la nación quedó eliminada en la fase de grupos, tras haber ganado sólo un punto en tres jornadas.
Posteriormente, el seleccionado galés terminó tercero en su grupo para la clasificación a la Eurocopa 2024, y se ubicaron en la Ruta A de los play-offs de clasificación. Después de una victoria por 4-1 sobre Finlandia, quedaron sin posibilidades de disputar la competencia tras perder ante Polonia en la tanda de penaltis. El 21 de junio de 2024, fue relevado de sus funciones luego de tres años y medio en el cargo.

### Liverpool sub-21
El 25 de junio de 2025, fue anunciado como entrenador del equipo sub-21 del Liverpool.

## Clubes

### Como jugador
| Club              | País       | Año       |
| ----------------- | ---------- | --------- |
| Watford           | Inglaterra | 1993-2001 |
| Sheffield United  | Inglaterra | 2001-2004 |
| Cardiff City      | Gales      | 2004-2005 |
| Coventry City     | Inglaterra | 2005-2008 |
| Huddersfield Town | Inglaterra | 2008      |
| Chesterfield      | Inglaterra | 2008-2011 |

### Como Segundo Entrenador
| Club              | País       | Año         | Asistente de |
| ----------------- | ---------- | ----------- | ------------ |
| Port Vale         | Inglaterra | 2012 - 2014 | Micky Adams  |
| Nottingham Forest | Inglaterra | 2017        | Gary Brazil  |
| Gales             | Gales      | 2019 - 2020 | Ryan Giggs   |

### Como entrenador
| Club                      | País       | Año       |
| ------------------------- | ---------- | --------- |
| Port Vale                 | Inglaterra | 2014-2016 |
| Northampton Town          | Inglaterra | 2016-2017 |
| Selección sub-19 de Gales | Gales      | 2017      |
| Selección sub-17 de Gales | Gales      | 2017-2018 |
| Selección sub-21 de Gales | Gales      | 2017-2019 |
| Selección de Gales        | Gales      | 2020-2024 |